# Стационе ди Каприљиола-Албјано (Маса-Карара)
Стационе ди Каприљиола-Албјано је насеље у Италији у округу Маса-Карара, региону Тоскана.
Према процени из 2011. у насељу је живело 45 становника. Насеље се налази на надморској висини од 38 м.